# Hey, Hey, What Can I Do
Hey, Hey, What Can I Do is een nummer van de Engelse rockband Led Zeppelin en werd in 1970 uitgegeven als de B-kant van het op single verschenen nummer "Immigrant Song".
Het is het enige nummer dat, tot het uiteenvallen van de band in 1980 na de dood van drummer John Bonham, nooit op een album van Led Zeppelin is verschenen. In 1972 werd het door de Britse tak van platenmaatschappij Atlantic wel uitgegeven op het verzamelalbum "The New Age of Atlantic". Het nummer werd op 7 september 1990 uitgebracht op het vierdelige verzamelalbum "Led Zeppelin Boxed Set".
In 1993 verscheen het nummer op de tiendelige boxset "The Complete Studio Recordings" en, ook in 1993, als een van de vier bonusnummers op de heruitgave van het album "Coda". Ook op de heruitgave van "Coda" uit 2015, is het nummer te vinden.

## Live-uitvoeringen
Led Zeppelin heeft het nummer tijdens optredens nooit live gespeeld. Page and Plant speelden het nummer tijdens hun concerttour in 1995-1996 na het verschijnen van hun livealbum "No Quarter: Jimmy Page and Robert Plant Unledded" uit 1994. Page speelde het nummer in oktober 1999 ook samen met de Amerikaanse rockband The Black Crowes. Deze versie is in 2000 verschenen op het livealbum "Live at the Greek".

## Cover-versies
Hey, Hey, What Can I Do is door diverse artiesten gecoverd.

## Bezetting
- Robert Plant - zang
- Jimmy Page - gitaar
- John Paul Jones - basgitaar
- John Bonham - drums